# Chiaravalle (Milano)
Chiaravalle (Ceravall in dialetto milanese, AFI: [ˌtʃeːraˈval]), detta anche 'Chiaravalle Milanese, è un quartiere  di Milano  posto nella periferia meridionale della città, appartenente al  Municipio  5  e al NIL n. 34. 

L'abitato è ancora oggi separato dal tessuto urbano, rimanendo circondato dalla campagna; di fatto il quartiere è più assimilabile a una frazione suburbana del capoluogo.

## Storia
Il nucleo abitativo di Chiaravalle si è andato formando nel medioevo intorno all'omonima abbazia cistercense, lungo quella che oggi è la via San Bernardo.
Nell'ambito della suddivisione del territorio milanese in pievi, la comunità chiravallese apparteneva alla Pieve di San Donato, e confinava con Vaiano e Nosedo a nord, San Donato ad est, San Giuliano, Civesio, Sesto Ulteriano e Poasco a sud, e Macconago ad ovest. Al censimento del 1751 la località fece contare 800 abitanti.
In età napoleonica il conteggio dei residenti nel 1805 registrò 740 persone, e dal 1808 al 1816 Chiaravalle fu per la prima volta annessa a Milano, recuperando tuttavia l'autonomia con la costituzione del Regno Lombardo-Veneto. Nel 1841 gli austriaci decisero di espandere il territorio municipale di Chiaravalle annettendogli il comune di Poasco con la frazione di Sorigherio, per un complesso di 1 251 persone nel 1853 e 1355 nel 1859.
All'unità d'Italia nel 1861 il Comune di Chiaravalle aveva 1 417 abitanti, e nel 1862 mutò il nome in Chiaravalle Milanese per distinguersi da località omonime. Nel 1870 vi fu aggregato anche il comune di Nosedo, che comprendeva anche il vicino borgo di Rogoredo.
Collocata a sud del capoluogo meneghino e quindi non nella sua principale direttrice di espansione industriale, Chiaravalle mantenne nel tempo il suo peculiare aspetto agricolo, conteggiando 2219 anime nel 1881, poi 2890 nel 1901, e 5728 nel 1921. Nel 1923 il comune di Chiaravalle Milanese fu infine soppresso e, come avvenuto nel periodo napoleonico, annesso a Milano insieme ad altri dieci comuni. Tale sistemazione amministrativa non fu però definitiva, perché nel 1932 il regime fascista fece una parziale retromarcia staccando da Milano, e quindi da Chiaravalle, non solo l'antico territorio di Poasco, ma anche tutta quella porzione di campagna ad oriente della ferrovia Milano-Pavia che era stata precedentemente la parte orientale del comune chiaravallese, ossia i villaggi di Bagnolo e Tecchione, passandola sotto San Donato Milanese.

## Luoghi e monumenti di interesse

### L'abbazia di Chiaravalle
L'abbazia di Chiaravalle fu fondata nel 1135 da san Bernard de Clairvaux, il Cistercense che introdusse in Lombardia l'uso dei canali per l'irrigazione, in aperta campagna, in un'area agricola della bassa milanese, a sud-est della città, all'interno del territorio comunale.
La chiesa, eretta fra il 1172-1221 in forme gotiche francesi è caratterizzata dalla torre campanaria all'incrocio dei bracci, a loggette digradanti (1340). Nell'interno, la decorazione a grandi affreschi nella navata centrale, sopra il coro intagliato seicentesco e nei transetti è dei Fiammenghini (sec XVII); alla sommità di una scala nel transetto destro, Madonna col Bambino affrescata da Bernardino Luini. A destra della chiesa, resti del chiostro gotico(sec XIII) e Sala capitolare con graffiti bramanteschi e affreschi attribuiti ai Fiammenghini. Con l'espandersi dell'agricoltura e degli allevamenti nelle zone circostanti l'abbazia, cresce la disponibilità di latte e quindi l'esigenza di conservarlo. L'idea di cuocere a lungo il latte, aggiungervi il caglio e in seguito sottoporlo a salatura, nasce probabilmente da tale necessità. Secondo la tradizione, il formaggio grana della pianura padana, il Grana Padano, nacque nel 1135 nell'abbazia di Chiaravalle; l'identificazione di questa abbazia come luogo di nascita del progenitore del Grana Padano non è, tuttavia, certa, infatti nella pianura Padana era presente un'altra abbazia omonima, situata tra Piacenza e Fidenza.

## Infrastrutture e trasporti
L'abitato è attraversato dal vecchio tracciato della ferrovia Milano-Genova, ancora visibile, mentre le rotaie moderne corrono più a oriente. Sul percorso originario era presente una stazione al servizio di Chiaravalle, poi dismessa insieme ai vecchi binari.
La linea autobus 77 gestita da ATM collega il borgo di Chiaravalle e il cimitero al centro della città.